# Judi Farr
Judith Mary Stuart Farr (Cairns, Australia, 5 de octubre de 1938-Sídney, 30 de junio de 2023), también acreditada como Judi Farr, fue una actriz australiana, conocida por haber interpretado a Rita Stiller en la serie My Name's McGooley, What's Yours? y a Thelma Bullpitt en la serie Kingswood Country. 

## Carrera
En 1966 se unió al elenco principal de la serie My Name's McGooley, What's Yours? donde dio vida a Rita Stiller en la serie hasta 1968.
En 1970 apareció como invitada en la serie Division 4 donde interpretó a Trish Carstairs en el episodio "Payroll", un año después apareció nuevamente en la serie ahora interpretando a Lillian Walker durante el episodio "Who Needs Enemies?".
En 1979 se unió al elenco de la serie Kingswood Country donde interpretó a Thelma Bullpitt hasta 1982 después de que su personaje decidiera irse de viaje en un crucero alrededor del mundo.
En 1989 apareció como invitada por primera vez en la serie policíaca G.P. donde interpretó a Joan en el episodio "Toss a Coin". Más tarde apareció nuevamente en la serie en 1994, ahora interpretando a Helen Kendall en el episodio "Double Bind", y su última aparición fue en 1996 cuando interpretó a Kathleen Sutton en el episodio "Smoke".
En 1991 apareció por última vez en la serie A Country Practice donde dio vida a Grace Mullens en el episodio "The Goodbye Plan: Part 1": anteriormente había aparecido por primera vez en la serie en 1983 como Faye Simpson y en 1986 como Norma Hammond en el episodio "Barriers: Part 2". 
En el 2013 apareció como invitada en la serie A Place to Call Home donde interpretó a Peg Maloney, la tía de Sarah Adams (Marta Dusseldorp), papel que interpretó nuevamente en el 2014. Ese mismo año apareció en la serie Please Like Me, donde interpretó a la tía Peg.

## Filmografía

### Series de televisión
| Año         | Título                            | Personaje          | Notas                                       |
| ----------- | --------------------------------- | ------------------ | ------------------------------------------- |
| 2013, 2014  | A Place to Call Home              | Peg Maloney        | 7 episodios                                 |
| 2013        | Camp                              | Dorothy Jessup     | episodio "Harvest Moon"                     |
| 2003        | Twentysomething                   | Marie              | episodio # 2.4                              |
| 2013        | Please Like Me                    | Tía Peg            | 4 episodios                                 |
| 2011 - 2012 | Laid                              | Nan/Pearl          | 2 episodios                                 |
| 2003        | CrashBurn                         | Marg               | 4 episodios                                 |
| 2000 - 2003 | Grass Roots                       | Janice Corniglio   | 18 episodios                                |
| 2001        | Changi                            | Joyce (de grande)  | episodio "Pacifying the Angels" - miniserie |
| 2001        | Water Rats                        | Liz Conio          | episodio "Odds On"                          |
| 2000        | Stingers                          | Tía Jan            | episodio "Truly, Madly, Deeply"             |
| 1999        | All Saints                        | Kathleen O'Hara    | 4 episodios                                 |
| 1997        | Murder Call                       | Mrs. Parkins       | episodio "Black Friday"                     |
| 1997        | Medivac                           | Madre de Arch      | episodio # 2.11                             |
| 1996        | G.P.                              | Kathleen Sutton    | episodio "Smoke"                            |
| 1991        | Boys from the Bush                | -                  | episodio "Mateship"                         |
| 1988        | Great Performances                | Amy Davidson       | episodio "Melba"                            |
| 1986        | Mother and Son                    | Matrona            | episodio "The Picnic"                       |
| 1985        | Winners                           | Esposa del Gerente | episodio "The Other Facts of Life"          |
| 1983        | A Country Practice                | Faye Simpson       | 2 episodios                                 |
| 1983        | Scales of Justice                 | Mary Miles         | miniserie                                   |
| 1979 - 1982 | Kingswood Country                 | Thelma Bullpitt    | 36 episodios                                |
| 1978        | Tickled Pink                      | Rachel Benson      | episodio "Relative Air Pollution"           |
| 1978        | Father, Dear Father in Australia  | Tía                | episodio "The Floating Housekeeper"         |
| 1976        | Alvin Purple                      | Slater             | episodio "Hospitality"                      |
| 1975        | Number 96                         | April Bullock      | 2 episodios                                 |
| 1974        | The Fourth Wish                   | -                  | miniserie                                   |
| 1973        | The Evil Touch                    | Anne Sullivan      | episodio "A Game of Hearts"                 |
| 1972        | Matlock Police                    | Jill               | episodio "Ghosts"                           |
| 1972        | Nice Day at the Office            | Christine          | episodio "In a Good Cause"                  |
| 1970        | Division 4                        | Trish Carstairs    | episodio "Payroll"                          |
| 1970        | The Link Men                      | Anna Seberg        | episodio "Somebody's Kid Is Missing"        |
| 1968        | Rita and Wally                    | Rita Stiller       | 8 episodios                                 |
| 1966 - 1968 | My Name's McGooley, What's Yours? | Rita Stiller       | 32 episodios                                |
| 1966        | The Interpretaris                 | Alys               | 6 episodios                                 |

### Películas
| Año  | Título                             | Personaje               | Notas                                                                                              |
| ---- | ---------------------------------- | ----------------------- | -------------------------------------------------------------------------------------------------- |
| 2012 | Jack Irish: Bad Debts              | Mrs. Bishop             | junto a Guy Pearce, Marta Dusseldorp, Roy Billing, Shane Jacobson, Colin Friels & Steve Bisley     |
| 2008 | The Sound of Shadows               | Christina               | corto - junto a James Caitlin & Stephanie Jacobsen                                                 |
| 2007 | December Boys                      | Madre Superiora         | junto a Daniel Radcliffe, Lee Cormie, Jack Thompson, Teresa Palmer & Sullivan Stapleton            |
| 2006 | Fatal Contact: Bird Flu in America | Mrs. Koppel             | junto a Joely Richardson, Scott Cohen, Justina Machado, Ann Cusack & David Ramsey                  |
| 2004 | Farscape: The Peacekeeper Wars     | Doctora Scarran         | junto a Ben Browder, Claudia Black, Anthony Simcoe, Gigi Edgley & Wayne Pygram                     |
| 2004 | The Alice                          | Lee                     | junto a Erik Thomson, Andrew McFarlane, Roxane Wilson, Patrick Brammall & Christopher Stollery     |
| 2004 | Thunderstruck                      | Mrs. Jones              | junto a Damon Gameau, Sam Worthington, Callan Mulvey, Stephen Curry, Ryan Johnson & Kestie Morassi |
| 2004 | Go Big                             | Marion Katz             | junto a Justine Clarke, Tom Long, Alex Dimitriades, Sacha Horler & Geoff Morrell                   |
| 2002 | Walking on Water                   | Margaret                | junto a Vince Colosimo, Nathaniel Dean, Nicholas Bishop, Daniel Roberts & Anna Lise Phillips       |
| 1997 | Oscar and Lucinda                  | Mrs. Smith              | junto a Ralph Fiennes, Cate Blanchett, Ciarán Hinds, Tom Wilkinson & Richard Roxburgh              |
| 1996 | Turning April                      | Madre                   | junto a Justine Clarke, Bradley Byquar, Christopher Morsley & Dee Smart                            |
| 1991 | Flirting                           | Shella Embling          | junto a Noah Taylor, Thandie Newton, Nicole Kidman, Naomi Watts & Les Hill                         |
| 1990 | Come in Spinner                    | Mrs. Gartred            | junto a Lisa Harrow, Kerry Armstrong, Rebecca Gibney, Rhys McConnochie & Justine Clarke            |
| 1987 | The Year My Voice Broke            | Shella Embling          | junto a Noah Taylor, Ben Mendelsohn, Loene Carmen, Graeme Blundell, Lynette Curran & Bruce Spence  |
| 1986 | For Love Alone                     | Tía Bea                 | junto a Sam Neill, Hugo Weaving, Naomi Watts, Helen Buday, Denise Roberts y Odile Le Clezio        |
| 1986 | Double Sculls                      | Ellen Bayliss           | junto a Chris Haywood, Vanessa Downing & Vincent Ball                                              |
| 1980 | Fatty Finn                         | Mrs. Hogan              | junto a Ben Oxenbould, Rebecca Rigg, Jeremy Larsso & Martin Lewis                                  |
| 1979 | Dawn!                              | Nueva Residente         | junto a Bronwyn Mackay-Payne, Ron Haddrick, Bunney Brooke & Tom Richards                           |
| 1979 | Just Out of Reach                  | Madre                   | junto a Lorna Lesley, Sam Neill, Martin Vaughan & Ian Gilmour                                      |
| 1966 | They're a Weird Mob                | Telefonista en el Hotel | junto a Walter Chiari, Claire Dunne, Chips Rafferty, Alida Chelli & Ed Devereaux                   |
| 1962 | The Taming of the Shrew            | -                       | junto a Noel Brophy, Jon Ewing & Ron Haddrick                                                      |

### Directora
| Año  | Título                 | Notas            |
| ---- | ---------------------- | ---------------- |
| 2003 | Kid Stakes/Other Times | obra - directora |
| 2001 | Spurboard              | obra - directora |
| 2001 | The Gin Game           | obra - directora |
| 1997 | The Memory of Water    | obra - directora |
| 1993 | Absent Friends         | obra - directora |
| 1990 | Perfect Mismatch       | obra - directora |
| 1990 | Black Comedy           | obra - directora |
| 1989 | Jigsaws                | obra - directora |
| 1984 | Travelling North       | obra - directora |

### Apariciones
| Año  | Título                                                    | Notas                                          |
| ---- | --------------------------------------------------------- | ---------------------------------------------- |
| 2006 | Unfolding Florence: The Many Lives of Florence Broadhurst | documental - apareció como Florence Broadhurst |

### Teatro
| Año       | Obra                                | Personaje   | Director (a)       | Teatro              | Notas                                                                      |
| --------- | ----------------------------------- | ----------- | ------------------ | ------------------- | -------------------------------------------------------------------------- |
| 2013      | A Murder Is Announced               | Miss Marple | Darren Yap         | Sydney Theatre      | junto a Victoria Haralabidou, Debra Lawrance & Deidre Rubenstein           |
| 2011      | Love, Loss And What I Wore          | -           | Wayne Harrison     | -                   | junto a Natalie Bassingthwaighte, Magda Szubanski & Mirrah Foulkes         |
| 2010      | August: Osage Country               | Violet      | Anna D. Shapiro    | Sydney Theatre      | junto a Chelcie Ross, Amy Morton, Sally Murphy & Mariann Mayberr           |
| 2010      | The Beauty Queen of Leenane         | Mag         | Cristabel Sved     | -                   | junto a Mandy McElhinney, Eamon Farren & Darren Gilshenan                  |
| 2009      | The Taming of the Shrew             | -           | Marion Potts       | Theatre Royal       | junto a Jeanette Cronin, Vanessa Downing, Sandy Gore & Anna Houston        |
| 2008      | The Pig Iron People                 | -           | Craig Ilott        | Drama Theatre       | junto a Danny Adcock, Caroline Craig, Max Cullen & Jacki Weaver            |
| 2008      | Boeing-Boeing                       | Bertha      | Matthew Warchus    | Comedy Theatre      | junto a Sibylla Budd, Helen Dallimore, Rachel Gordon & Shaun Micallef      |
| 2007      | Glorious                            | -           | Sandra Bates       | Ensemble Theatre    | junto a Noeline Brown, Barry Creyton & Jonathan Gavin                      |
| 2005      | Love Letters                        | -           | John Clark         | Parade Theatre      | junto a Max Gillies, Marcus Graham, Noni Hazlehurst & Andrew McFarlane     |
| 2004,2005 | Parramatta Girls                    | -           | Wesley Enoch       | Belvoir St. Theatre | junto a Kris McQuade, Justine Clarke & Deborah Mailman                     |
| 2004      | The Unlikely Prospect of Happiness  | -           | Jeremy Sims        | Sydney Theatre      | junto a Helen Dallimore, Russell Dykstra & Pia Miranda                     |
| 2003      | The V. Monologues                   | -           | -                  | -                   | junto a Penny Cook & Sandy Gore                                            |
| 2002      | Buried Child                        | -           | Gale Edwards       | Belvoir St. Theatre | junto a Max Cullen, Steve Le Marquand, Damon Herriman & Kate Mulvany       |
| 2002      | Wicked Sisters                      | -           | Kate Gaul          | Stables Theatre     | junto a Kris McQuade, Belinda Giblin & Linden Wilkinson                    |
| 2001      | Quartet                             | -           | Adam Cook          | Marian St. Theatre  | junto a Sheila Bradley, Edwin Hodgeman & Percy Sieff                       |
| 2000      | Talking Heads                       | -           | John Krummel       | Marian St. Theatre  | junto a Michelle Doake & Bevan Wilson                                      |
| 1998      | Navigating                          | -           | Marion Potts       | -                   | junto a Graeme Blundell, Peter Carroll, Noni Hazlehurst & Celia Ireland    |
| 1998      | Cloudstreet                         | -           | Neil Armfield      | -                   | junto a Max Cullen, Julie Forsyth, Kris McQuade & Dan Wyllie               |
| 1997      | After-Play                          | -           | -                  | Marian St. Theatre  | junto a Roy Billing, Kerry McGuire & Henri Szeps                           |
| 1996      | Fire on the Snow                    | -           | Michael Gow        | -                   | junto a Phyllis Burford, Peter Green & Kate Roberts                        |
| 1996      | The Queen and I                     | -           | Max Stafford-Clark | Alexander Theatre   | junto a Eileen Darley, Robert Goodale, Susan Lyons & Pearce Quigley        |
| 1996      | Archibald Prize-The Play            | -           | Aarne Neeme        | Domain Theatre      | junto a Vic Rooney                                                         |
| 1996      | Live Acts on Stage                  | -           | Michael Gow        | Stables Theatre     | junto a Justine Clark, Vanessa Downing, Simon Lyndon & Sandy Winton        |
| 1995      | The Last Yankee                     | -           | Chris Johnson      | Cremorne Theatre    | junto a Robert Alexander, John Heywood & Rebecca Riggs                     |
| 1995      | The Chalk Garden                    | -           | John Krummel       | Marian St. Theatre  | junto a Sarah Lambert, Tony Sheldon & Googie Withers                       |
| 1994      | The Sisters Rosensweig              | -           | Roger Hodgman      | Majesty's Theatre   | junto a Max Gillies, Jacki Weaver, Rachel Griffiths & Genevieve Picot      |
| 1994      | A Winning Day                       | -           | Helmut Bakaitis    | Q Theatre           | junto a Ron Haddrick & Richard Healy                                       |
| 1993      | The Visit                           | -           | Michael Gow        | Drama Theatre       | junto a Peter Collingwood, John Jarratt, Andrea Moor & Kerry Walker        |
| 1993      | Angels in America Part 1            | -           | Michael Gow        | Wharf Theatre       | junto a Glenda Linscott, Paul Goddard & John Stanton                       |
| 1992      | The Heiress                         | -           | George Ogilvie     | Marian St. Theatre  | junto a Vanessa Downing, Noel Ferrier & Paul Williams                      |
| 1992      | Lettice and Lovage                  | -           | Peter Williams     | York Theatre        | junto a Peter Rowley, June Salter & May Turner                             |
| 1992      | The Women of Troy                   | -           | Michael Gow        | Wharf Theatre       | junto a Anni Finsterer, Glenda Linscott, Victoria Longley & Helen O'Connor |
| 1992      | The Sum of Us                       | -           | Adam Cook          | Wharf Theatre       | junto a Peter Phelps, Ron Graham & Walter Grkovic                          |
| 1991      | Sailor Beware                       | -           | Peter Whitford     | Marian St. Theatre  | junto a Maggie Kirkpatrick, Russell Newman & Jackie Woodburne              |
| 1990,1991 | Noises Off                          | -           | Garry McQuinn      | -                   | junto a John Allen, Tom Oliver, Kate Turner & Sue Walker                   |
| 1990      | Wallflowering                       | -           | Carol Woodrow      | Belvoir St. Theatre | junto a Douglas Hedge                                                      |
| 1989      | Curtains                            | -           | Wayne Harrison     | Northside Theatre   | junto a Colleen Clifford, Maggie Dence, Tom Oliver & David Whitney         |
| 1989      | A Family Affair                     | -           | John Clark         | Northside Theatre   | junto a Philippa Baker, Anne Phelan, Peter Rowley & Tony Taylor            |
| 1988      | Summer of the 17th Doll & Away      | -           | Richard Wherrett   | -                   | junto a Steve Bisley, Steven Vidler & Harold Hopkins                       |
| 1988      | Broadway Bound                      | -           | Jon Ewing          | -                   | junto a Miles Buchanan, Neil Fitzpatrick & James Oxenbould                 |
| 1987      | When I Was a Girl I Used to...      | -           | Terence O'Connell  | Wharf Theatre       | junto a Genevieve Lemon, Tracy Mann & Paul Williams                        |
| 1987      | Away                                | -           | Richard Wherrett   | Drama Theatre       | junto a Graeme Blundell, Steve Bisley & Rosemary Harris                    |
| 1984      | Season's Greetings                  | -           | John Krummel       | Marian St. Theatre  | junto a Paul Bertram, Ron Haddrick, Jennifer Hagan & Tom Oliver            |
| 1984      | Salonika                            | -           | Aubrey Mellor      | -                   | junto a Simon Burke, Gordon Glenwright & Gwen Plumb                        |
| 1983,1984 | 84 Charing Cross Road               | -           | John Krummel       | Marian St. Theatre  | junto a Basil Clarke, Liz Harris & Damien Parker                           |
| 1983      | Blithe Spirit                       | -           | John Krummel       | Marian St. Theatre  | junto a Julie Bailue, Judy Nunn, Jessica Noad & Gwen Plumb                 |
| 1982      | Death of a Salesman                 | -           | George Ogilvie     | York Theatre        | junto a Lewis Fitz-Gerald, Tim McKenzie & John Stone                       |
| 1982      | London Assurance                    | -           | Stanley Walsh      | Marian St. Theatre  | junto a Basil Clarke, Peter Cousens & Steven Grives                        |
| 1980      | Traitors                            | -           | Neil Armfield      | Nimrod Theatre      | junto a Barry Otto, Colin Friels, Max Gillies & Noni Hazlehurst            |
| 1979      | The Devil's Disciple                | -           | Doreen Warburton   | Drama Theatre       | junto a Tim Eliott, Ron Hackett & Mary-Lou Stewart                         |
| 1978      | The Night of the Iguana             | -           | Ted Craig          | Drama Theatre       | junto a Prue Bassett, Roger Carroll, Ronald Falk & Maggie Kirkpatrick      |
| 1978      | The Misanthrope                     | -           | Ted Craig          | Drama Theatre       | junto a Barry Otto, Kate Fitzpatrick & Judy Nunn                           |
| 1978      | Miss Julie                          | -           | Ted Craig          | Drama Theatre       | junto a Trevor Kent & Robyn Nevin                                          |
| 1978      | Black Comedy                        | -           | Ted Craig          | Drama Theatre       | junto a Barry Otto, Russell Kiefel, Robyn Nevin & Alan Tobin               |
| 1977      | The Norman Conquests                | -           | Robert Quentin     | -                   | junto a Peter Adams, Veronica Lang & Tony Llewellyn-Jones                  |
| 1977      | Bananas                             | -           | Richard Wherrett   | -                   | junto a Robert Davis & Stephen Thomas                                      |
| 1977      | The Coroner's Report                | -           | Richard Wherrett   | -                   | junto a Ralph Cotterill                                                    |
| 1977      | The Flaw                            | -           | Richard Wherrett   | -                   | junto a Ralph Cotterill & Robert Davis                                     |
| 1976      | Habeas Corpus                       | -           | Alexander Hay      | Theatre Royal       | junto a Bruce Barry, Ruth Cracknell, Ronald Falk & Keith Lee               |
| 1975      | Sonny                               | -           | Jon Ewing          | Ensemble Theatre    | junto a Michael Kent, Chris Lewis, John McTernan & Louise Rush             |
| 1973      | Kabul                               | -           | John Bell          | Parade Theatre      | junto a John Allen, Arthur Dignam, Ronald Falk & Jacqueline Kott           |
| 1973      | I Remember Mama                     | Mama        | Doris Fitton       | Independent Theatre | junto a Eileen Driver, Malcolm Frawley & Ivy Johnson                       |
| 1972      | Listen Closely                      | -           | John Walters       | Independent Theatre | junto a Clare Balmford, Michael Ferguson, Les Foxcroft & Carole Skinner    |
| 1971      | Mixed Doubles                       | -           | Robert Levis       | Independent Theatre | junto a Reg Evans, Sheila Helpmann & Max Osbiston                          |
| 1971      | A Break in the Music                | -           | Robert Levis       | Independent Theatre | junto a John Dease, Sheila Kennelly & Rowena Wallace                       |
| 1971      | Madly in Love                       | -           | Doreen Warburton   | AMP Theatrette      | junto a Michael Aitkens, Tony Ingersent & Bob Moore                        |
| 1970      | It's A Two Foot Six Inches Above... | -           | John Macleod       | Ensemble Theatre    | junto a Jim Findlay, Ian McGrath & Bill Whittle                            |
| 1969      | The Rivals                          | -           | Robert Quentin     | SGIO Theatre        | junto a Neil Fitzpatrick, Gordon Glenwright & Ron Haddrick                 |
| 1965      | An Evening With Noel Coward         | -           | -                  | Phillip St. Theatre | junto a Queenie Ashton, Robert Gard & Max Osbiston                         |
| 1965      | Village Wooing                      | -           | -                  | AMP Theatrette      | junto a John Unicomb                                                       |
| 1965      | Inadmissable Evidence               | -           | Robin Lovejoy      | Old Tote Theatre    | junto a Lisa Goddard, Anne Haddy & Brian James                             |
| 1964      | Overruled                           | -           | Robin Lovejoy      | -                   | junto a Richard Meikle, John Unicomb & Barbara Wyndon                      |
| 1963      | Do You Mind!                        | -           | -                  | Phillip Theatre     | junto a Gordon Chater, Kevin Miles & Jill Perryman                         |
| 1963      | The Rage                            | -           | -                  | -                   | junto a Maggie Dence, Neil Fitzpatrick, Colin Gorman & Barbara Wyndon      |
| 1963      | Start Living                        | -           | -                  | -                   | junto a Colin Croft, Johnny Ladd & Barbara Wyndon                          |
| 1962      | At it Again                         | -           | -                  | Phillip Theatre     | junto a Gordon Chater, Jill Perryman & Ray Taylor                          |
| 1962      | Alice in Wonderland                 | -           | -                  | Phillip Theatre     | junto a Alan Dearth, John Ewart, Mary Hardy & John Unicomb                 |
| 1961      | Yes Please!                         | -           | -                  | Phillip St. Theatre | junto a Gordon Chater, Jim Hannan, Mary Hardy & Jill Perryman              |
| 1961      | Stop Press!                         | -           | -                  | Phillip Theatre     | junto a Jon Dennis, Mary Hardy, George Lacey & Barbara Wyndon              |
| 1961      | Only an Orphan Girl                 | -           | -                  | Genesian Theatre    | junto a Gaynor Mitchell & Kathleen Scott                                   |
| 1960      | Charley's Aunt                      | -           | Alexander Archdale | Elizabethan Theatre | junto a Kevin Colson, Geoffrey King & Betty Lucas                          |
| 1960      | Mistress Money                      | -           | -                  | Phillip St. Theatre | junto a Robina Beard, William Cole & Robert Healey                         |
| 1959      | Hey Diddle Diddle                   | -           | -                  | Phillip St. Theatre | junto a Bob Ainslie, Gordon Chater & Lyle O'Hara                           |
| 1959      | Julius Caesar 1959                  | -           | -                  | Genesian Theatre    | junto a Martyn Corbett, Kevin Healy, Francis Johnston & Joan Winchester    |
| 1958      | An Italian Straw Hat                | -           | -                  | Genesian Theatre    | junto a Robert McPhee, Gaynor Mitchell & Ron Tunstall                      |
| 1958      | The Vigil                           | -           | -                  | Genesian Theatre    | junto a Edward Lansdowne, James Quinn, Kathleen Scott & John Shaw          |

## Premios y nominaciones
| Año  | Categoría                         | Premio                       | Película/Obra     | Resultado |
| ---- | --------------------------------- | ---------------------------- | ----------------- | --------- |
| 2002 | Best Actress in a Supporting Role | AFI Award                    | Walking on Water  | Ganadora  |
| 2002 | Best Supporting Actor - Female    | FCCA Award                   | Walking on Water  | Nominada  |
| -    | Best Actress                      | Sydney Theatre Critics Award | The Women Of Troy | Ganadora  |